# Ormosia pingbianensis
Ormosia pingbianensis är en ärtväxtart som beskrevs av Wan Chun Cheng och R.H.Chang. Ormosia pingbianensis ingår i släktet Ormosia och familjen ärtväxter. Inga underarter finns listade i Catalogue of Life.